# Diocèse de Barahona
Le diocèse de Barahona (en latin : Dioecesis Barahonensis ; en espagnol : Diócesis de Barahona) est un diocèse de l'Église catholique en République dominicaine, suffragant de l'archidiocèse de Saint-Domingue.

## Territoire

Diocèse de Barahona

Il est situé sur les provinces de Barahona, Baoruco, Independencia et Pedernales qui comprend l'île Beata. Il possède un territoire de 6 975 km2 divisé en 24 paroisses. Le siège est à Santa Cruz de Barahona où se trouve la cathédrale de Notre-Dame du Rosaire.

## Histoire
Le diocèse est érigé le 24 avril 1976 par la constitution apostolique Ad animarum du pape Paul VI en prenant sur le  territoire du diocèse de San Juan de la Maguana. 

## Évêques
- Fabio Mamerto Rivas Santos, S.D.B (1976-1999)
- Rafael Leónidas Felipe y Núñez (1999-2015)
- Andrés Napoleón Romero Cárdenas (2015-  )